# Puig Farner (els Prats de Rei)
|  | Aquest article tracta sobre Puig Farner (els Prats de Rei). Vegeu-ne altres significats a «Puig Farner (Maçanet de Cabrenys)». |

El Puig Farner és una muntanya de 687 metres que es troba al municipi dels Prats de Rei, a la comarca de l'Anoia.